# Verhulivka
Verhulivka (în ucraineană Вергулівка) este o așezare de tip urban din orașul regional Breanka, regiunea Luhansk, Ucraina. În afara localității principale, nu cuprinde și alte sate.

## Demografie
Componența lingvistică a așezării de tip urban Verhulivka
     Rusă (87,12%)
     Ucraineană (12,81%)
     Alte limbi (0,07%)
Conform recensământului din 2001, majoritatea populației așezării de tip urban Verhulivka era vorbitoare de rusă (87,12%), existând în minoritate și vorbitori de ucraineană (12,81%).